# Baixo de Rocha
Baixo de Rocha (em crioulo cabo-verdiano (escrito em ALUPEC): Bóx d Rótxa) é uma praia na ilha de São Nicolau, em Cabo Verde. è uma das mais lindas e calmas na ilha. Com um mar de água cristalina, é um convite natural para quem quer um dia descontraido e divertido. E um dos maiores destinos da ilha para passeios escolares, familiares ou de grupos de pessoas. Fica no municipio do Tarrafal a alguns quilometros da mesma Vila. O acesso a esta praia é um pouco dificil nem sempre todas as viaturas conseguem chegar a esta praia devido ao mau estado do acesso…